# Euphorbia triflora
Euphorbia triflora — вид рослин із родини молочайних (Euphorbiaceae), зростає на Балканах.

## Опис
Це гола, дещо сірувато-зелена рослина 10–15 см заввишки. Листки цілі, від довгастих до яйцювато-дельтаподібних; приквітки подібні до верхніх стеблових листків. Квітки жовті. Період цвітіння: літо. Коробочка гладка.

## Поширення
Зростає на Балканах — у колишній Югославії. Населяє кам'янисті місцевості.